# Rust (Baden)
Rust település Németországban, azon belül Baden-Württembergben. Lakosainak száma 5156 fő (2023. december 31.). Rust Kappel-Grafenhausen és Ringsheim községekkel határos.

## Népesség
| Lakosok száma | 2233 | 2545 | 2626 | 2632 | 2636 | 3007 | 3391 | 3647 | 3796 | 5156 |
|               | 1961 | 1967 | 1974 | 1980 | 1987 | 1993 | 2000 | 2006 | 2013 | 2023 |